# Роман Јаремчук
Роман Јаремчук (укр. Роман Олегович Яремчук) је украјински професионални фудбалер који игра као нападач за Ла Лига клуб Валенсију, на позајмици из белгијског пролигаша Клуб Брижа и репрезентације Украјине.

## Играчка каријера

### Клубови
Каријеру је започео у тиму свог родног града, Карпати Лавов, 2007. године, са 12 година, прешао је у академију Динама из Кијева. У првој сезони у украјинској омладинској лиги постигао је десет голова на 21 мечу, а од 2013. је добио прилику да игра у резервном тиму Динама у украјинској другој лиги.
У октобру 2016. позајмљен је другом фудбалском клубу, Олександрију, где је за шест месеци постигао пет голова у четрнаест лигашких утакмица, а у новембру 2016. изабран је за играча месеца у украјинској Премијер лиги.
У августу 2017. потписао је четворогодишњи уговор са белгијским врхунским тимом КАА Гент. За кратко време је постао кључни играч тима, одиграо је прву лигашку утакмицу против Андерлехта, 27. августа 2017 и постигао први гол у Генту 3. новембра.
У јануару 2020. године задобио је повреду Ахилове тетиве, услед чега је морао да се подвргне операцији и пропустио неколико месеци. Дана 31. јула 2021. португалска Бенфика је са њим потписала петогодишњи уговор а 29. августа 2022. прелази у тим Клуб Брижа на четири године.

### Репрезентација
Јаремчук је 2014. године учествовао је на У19 Европском првенству, а 2015. на У20 Светском првенству. На првом турниру је играо у два групна меча и на другом три. У сениорској репрезентацији дебитовао је 6. септембра 2018. године. У јуну 2021, Андриј Шевченко га је позвао у тим од 26 играча за Европско првенство. Постигао је гол у прве две групне утакмице Украјинаца на континенталном турниру, против Холандије и Северне Македоније. Заједно са Андријем Јармоленком, он је једини украјински фудбалер који је постигао гол на две различите утакмице Европског првенства.